# Harmonielehre
Harmonielehre är ett verk av den amerikanske minimalistiske kompositören  John  Adams, tonsatt år 1985. Namnet är hämtat från Arnold Schönbergs musikteoretiska skrift från 1911 med samma namn.
Harmonielehre består av tre delar: Först en ej namngiven del som är inspirerad av en dröm Adams har haft om en båt som från San Francisco Bay flyger ut i rymden. Den andra delen heter Amfortas Wound, och syftar på Graalriddaren med samma namn. Den sista och tredje delen heter Meister Eckhardt and Quackie. Liksom den första delen är den också inspirerad av en dröm. Denna dröm handlade om hans då nyfödda dotter som flyger ut i rymden med den senmedeltida mystikern Mäster Eckhardt, som viskar sina hemligheter i hennes öra.
Musikaliskt sett är verket mycket inspirerat av senromantiska tonsättare såsom Gustav Mahler, Jean Sibelius och inte minst den tidige Arnold Schönberg. Verket är dock samtidigt på intet sätt utan minimalistiska tendenser.